# Колатерал (филм)
Колатерал (енгл. Collateral) је филм из 2004. године.
Макс, таксиста, шокиран је након што сазна да је његов путник, Винсент, убица који је у смртоносној мисији да убије сведоке против шефа нарко картела. Међутим, упркос сумњама у себе и страховима, он мора да заустави Винсента пре него што буде прекасно.

## Радња
Таксиста Макс води тужитељку Ени Фарел (Џејда Пинкет Смит) на посао у Министарству правде. Иначе, она говори о свом послу, а он, заузврат, дели са њом, свој сан о компанији за изнајмљивање лимузина. Док се возе до Куће правде, Ени оставља Максу своју визит карту. Тренутак касније, човек по имену Винсент (Том Круз) улази у ауто, који је претходно разменио актовке са странцем (којег игра Џејсон Стејтам) на аеродрому у Лос Анђелесу. 
Макс убрзо схвата да је овај путник унајмљени убица, који мора да убије петоро људи те ноћи. Откривајући прво убиство, у потрагу за њима се даје детектив лосанђелеске полиције Фанинг (Марк Рафало).

## Улоге
| Глумац              | Улога               |
| ------------------- | ------------------- |
| Хавијер Бардем      | Феликс              |
| Питер Берг          | Ричард Виднер       |
| Том Круз            | Винсент             |
| Боди Елфман         | млади професионалац |
| Џејми Фокс          | Макс Дурошер        |
| Ирма П. Хол         | Ајда                |
| Бари Шабака Хенли   | Данијел             |
| Ричард Т. Џоунс     | улични полицајац #1 |
| Деби Мазар          | млада професионалка |
| Џејми Макбрајд      | улични полицајац #2 |
| Брус Макгил         | Педроса             |
| Емилио Ривера       | Пако                |
| Марк Рафало         | Фанинг              |
| Кли Скот            | Зи                  |
| Џејда Пинкет Смит   | Ани                 |
| Џејсон Стејтам      | човек на аеродрому  |
| Томас Розалес млађи | Рамон Ајала         |

## Зарада
- Зарада у САД - 101.005.703 $
- Зарада у иностранству - 116.758.588 $
- Зарада у свету - 217.764.291 $